# Oskar Kardin
Bror Oskar Kardin, född 13 januari 1992 i Brunflo församling i Jämtlands län, är en svensk längdskidåkare som tävlar i långloppscupen Ski Classics. Han representerar Östersunds SK och Lager 157 ski team.

## Biografi
Kardin är uppvuxen i den lilla byn Optand i Östersunds kommun. Han är barndomsvän till bröderna Emil och Nils Persson, som också är framgångsrika skidåkare.

## Karriär
Kardin blev trea i Årefjällsloppet 2017. Han vann Flyktningerennet 2019 och La Diagonela 2021, och slutade 2021 trea totalt i Ski Classics. Han har också flera gånger slutat topp tio i Vasaloppet.